# تپه حمام بزرگ
تپه حمام بزرگ مربوط به دوره ساسانیان است و در شهرستان زنجان، بخش قره پشتلو، روستای جلیل‌آباد واقع شده و این اثر در تاریخ ۱۲ بهمن ۱۳۸۱ با شمارهٔ ثبت ۷۴۰۷ به‌عنوان یکی از آثار ملی ایران به ثبت رسیده است.